# Vlaka (otok)
Vlaka (lokalni izgovor: Vlōkȁ) nenaseljeni je otočić u hrvatskom dijelu Jadranskog mora, u sastavu Paklenih otoka pored Hvara.
Njegova površina iznosi 0,021 km². Dužina obalne crte iznosi 0,56 km.